# Valkjärvensaari
Valkjärvensaari är en ö i Finland. Den ligger i sjön Valkjärvi och i kommunerna Villmanstrand och Miehikkälä i landskapen Södra Karelen och Kymmenedalen, i den södra delen av landet, 170 km öster om huvudstaden Helsingfors. Öns största längd är 160 meter i sydväst-nordöstlig riktning.

## Klimat
Trakten ingår i den hemiboreala klimatzonen. Årsmedeltemperaturen i trakten är 1 °C. Den varmaste månaden är juli, då medeltemperaturen är 18 °C, och den kallaste är februari, med −13 °C.